# Иоанникий I (патриарх Константинопольский)
Патриа́рх Иоанни́кий I (греч. Πατριάρχης Ἰωαννίκιος Α΄; ум. ок. 1526, Фракия) — патриарх Константинопольский.
Патриарх Иеремия I вскоре после избрания отправился в долгое путешествие на Кипр, в Египет, Синай и Палестину. Во время его пребывания в Иерусалиме духовенство и аристократия Константинополя, раздражённые его долгим отсутствием, низложили его в апреле или мае 1524 года и избрали на его место митрополита Созопольского Иоанникия.
Иеремия не признал своего низложения и вместе с Александрийским и Антиохийским патриархами, которых он вызвал в Иерусалим, отлучил Иоанникия. Несмотря на то, что большинство членов Священного синода было на стороне Иоанникия, султан Сулейман Великолепный приказал Иеремии повторно занять Константинопольский престол, что состоялось 24 сентября 1525 года.
Иоанникий вернулся во Фракию, где и скончался около 1526 года в монастыре святого Иоанна Крестителя близ Созополя.